# مطالعات آسیایی
مطالعات آسیایی اصطلاحی است که معمولاً در آمریکای شمالی و استرالیا برای آنچه در اروپا به عنوان مطالعات شرقی شناخته می شود استفاده می شود .این موضوع به مردم آسیا ، فرهنگ، زبان، تاریخ و سیاست آنها مربوط می شود. در حوزه آسیایی، مطالعات آسیایی جنبه های جامعه شناسی ، تاریخ ، انسان شناسی فرهنگی و بسیاری از موضوع‌های دیگر را برای مطالعه پدیده های سیاست در آسیا ، فرهنگ آسیا و اقتصاد آسیا در جوامع سنتی و معاصر آسیا ترکیب می کند. مطالعات آسیایی رشته تحصیلات تکمیلی در بسیاری از دانشگاه ها را تشکیل می دهد.
این شاخه ای از مطالعات منطقه است و بسیاری از دانشگاه های غربی مطالعات آسیایی و آفریقایی را در یک دانشکده یا موسسه واحد مانند SOAS در لندن ترکیب می کنند. اغلب به روشی مشابه با مطالعات اسلامی است.

## پیوند های خارجی
موسسه بین المللی مطلعات آسیایی
برنامه های تحصیلی و تکمیلی در آسیا